# Closterocerus nigrescens
Closterocerus nigrescens is een vliesvleugelig insect uit de familie Eulophidae. De wetenschappelijke naam is voor het eerst geldig gepubliceerd in 1993 door Ikeda & Kamijo.